# Кандауровка
Кандау́ровка (рос. Кандауровка) — село у складі Курманаєвського району Оренбурзької області, Росія.

## Населення
Населення — 893 особи (2010; 1108 у 2002).
Національний склад (станом на 2002 рік):
- росіяни — 95 %